# Lista över avsnitt av Stargate Atlantis
Avsnittsguide för den amerikanska science fictionserien Stargate Atlantis. Första sändningsdatumen avses i första hand amerikansk TV, men avsnitten kan ha visats först på kanadensisk eller brittisk TV. Avsnitten kan senare ha fått annan numrering, men detta är i den ordning de ursprungligen sändes. Säsong 3 är särskilt rörig, då den på kanadensisk TV visats i en annan ordning än den som avsågs för amerikansk och eftersom avsnitten 11-20 hann visas först i Kanada är det denna ordning som har fått styra listan nedan.

## Avsnitt

### Säsong 1 (2004–05)
| Nr i serien | Nr i säsongen | Titel                  | Regissör          | Författare                               | Första sändningsdatum    |
| --- | ------------- | ---------------------- | ----------------- | ---------------------------------------- | ------------------------ |
| 12 | 12            | "Rising"               | Martin Wood       | Robert C. Cooper & Brad Wright           | 16 juli 2004             |
| Ett nytt Stjärnportsteam ger sig ut på ett farligt uppdrag till en avlägsen galax, där de upptäcker den mytomspunna och förlorade staden Atlantis. De upptäcker också en ny dödligt farlig fiende, och utan en väg tillbaks till Jorden. Major Sheppard och Ford tar med sig en mindre trupp genom Stjärnporten i ett av De Gamlas farkoster, i ett försök att befria överste Sumners och de andra som fängslats av Wraith. |               |                        |                   |                                          |                          |
| 3 | 3             | "Hide and Seek"        | David Warry-Smith | Robert C. Cooper & Brad Wright           | 23 juli 2004             |
| Atlantisbasen hotas när ett team upptäcker att ett främmande väsen befinner sig i staden. McKays experimenterande med utomjordisk teknologi går snett. |               |                        |                   |                                          |                          |
| 4 | 4             | "Thirty-Eight Minutes" | Mario Azzopardi   | Brad Wright                              | 30 juli 2004             |
| Teamet hamnar i dödlig fara, när deras pölhopparskepp fastnar i Stjärnporten. Överste Sheppard svävar mellan liv och död, efter att en Iratusinsekt fäst sig på hans hals. |               |                        |                   |                                          |                          |
| 5 | 5             | "Suspicion"            | Mario Azzopardi   | Joseph Mallozzi & Paul Mullie            | 6 augusti 2004           |
| Efter en serie kontroverser med Wraith börjar teamet misstänka att deras Athosianska allierade har en spion bland dem. |               |                        |                   |                                          |                          |
| 6 | 6             | "Childhood's End"      | David Winning     | Martin Gero                              | 13 augusti 2004          |
| Sheppard och teamet besöker en värld där ingen är över 24 år gammal, på grund av en sed innebärande rituella självmord, då man tror att detta håller Wraith borta. |               |                        |                   |                                          |                          |
| 7 | 7             | "Poisoning the Well"   | Brad Turner       | Damian Kindler                           | 20 augusti 2004          |
| Teamet färdas till en annan värld som används av Wraith som sin utfodringsvärld. Dess invånare är på väg att upptäcka ett sätt som kan göra dem immuna mot sin fiende. |               |                        |                   |                                          |                          |
| 8 | 8             | "Underground"          | Brad Turner       | Peter DeLuise                            | 10 september 2004        |
| Kraftansträngningarna för att öppna handelsrelationer med en ras kallad Genii surnar när man upptäcker att deras nya "allierade" har hemliga motiv. |               |                        |                   |                                          |                          |
| 9 | 9             | "Home"                 | Holly Dale        | Joseph Mallozzi & Paul Mullie            | 27 augusti 2004          |
| McKays ansträngning med att utnyttja energin på en främmande planets atmosfär tillåter en resa hem till Jorden. Men teamet kommer kanske inte kunna återvända till Atlantis. |               |                        |                   |                                          |                          |
| 10 | 10            | "The Storm (Part 1)"   | Martin Wood       | Jill Blotelvogel & Martin Gero           | 17 september 2004        |
| När en kraftig storm hotar staden, evakueras Atlantis, vilket leder till att staden tas över av teamets senaste fiender. |               |                        |                   |                                          |                          |
| 11 | 11            | "The Eye (Part 2)"     | Martin Wood       | Martin Gero                              | 22 januari 2005          |
| Major Sheppard spelar ett farligt katt och råttaspel med soldater som tagit över kontrollen av Atlantis och tagit Weir och McKay som gisslan. |               |                        |                   |                                          |                          |
| 12 | 12            | "The Defiant One"      | Peter DeLuise     | Peter DeLuise                            | 28 januari 2005          |
| Sheppards team undersöker ett störtat skepp från Wraith, och upptäcker att de är fast på en planet med en ensam Wraith som överlevt kraschen. |               |                        |                   |                                          |                          |
| 13 | 13            | "Hot Zone"             | Mario Azzopardi   | Martin Gero                              | 5 februari 2005          |
| Ett flertal av Atlantis invånare infekteras av ett dödligt nanit-virus, vilket tvingar dem att försätta staden i karantän. |               |                        |                   |                                          |                          |
| 14 | 14            | "Sanctuary"            | James Head        | Alan Brennert                            | 11 februari 2005         |
| Teamet finner en paradisvärld som skulle kunna bli en idealisk fristad för dem som flyr från Wraith. Men de lokala invånarna tror att deras gudinna inte kommer att tillåta detta. |               |                        |                   |                                          |                          |
| 15 | 15            | "Before I Sleep"       | Andy Mikita       | Carl Binder                              | 18 februari 2005         |
| En kvinna hittas nedsövd på Atlantis, och teamet chockas när de upptäcker att det är Dr. Weir själv. Hon berättar för dem om sin resa 10 000 år tillbaka i stadens förflutna. |               |                        |                   |                                          |                          |
| 16 | 16            | "The Brotherhood"      | Martin Wood       | Martin Gero                              | 25 februari 2005         |
| Teamet från Atlantis letar efter en Nollpunktsmodul, som enligt ryktena ska finnas gömd på planeten Dagan. Men deras nya allierade har sina egna motiv. |               |                        |                   |                                          |                          |
| 17 | 17            | "Letters From Pegasus" | Mario Azzopardi   | Carl Binder                              | 4 mars 2005              |
| Med en liten möjlighet att skicka ett meddelande till Jorden sätter medlemmar i Atlantis-expeditionen ihop ett videomeddelande till sina vänner och käraste. |               |                        |                   |                                          |                          |
| 18 | 18            | "The Gift"             | Peter DeLuise     | Robert Cooper & Martin Gero              | 25 mars 2005             |
| När Teyla plågas av fruktansvärda mardrömmar får dessa henne att komma ihåg en tid när hon och hennes pappa hade fångats av Wraith och utsattes för oroande experiment. |               |                        |                   |                                          |                          |
| 1920 | 1920          | "The Siege"            | Martin Wood       | Martin GeroJoseph Mallozzi & Paul Mullie | 12 mars 200519 mars 2005 |
| Atlantisexpeditionen letar efter en plats att fly till och samtidigt försöker de få igång den 10 000-åriga Lanteanska vapenplattformen. En ny militärkontingent skickas från Stjärnportskommandot för att ta över ledningen på Atlantis, när staden hotas av ett överhängande angrepp från Wraith. |               |                        |                   |                                          |                          |

### Säsong 2 (2005–06)
| Nr i serien | Nr i säsongen | Titel                  | Regissör      | Författare                      | Första sändningsdatum |
| --- | ------------- | ---------------------- | ------------- | ------------------------------- | --------------------- |
| 21 | 1             | "The Siege (Part 3)"   | Martin Wood   | Martin Gero                     | 15 juli 2005          |
| Staden Atlantis och vägen tillbaka till Jorden är i fara när Wraith angriper De Gamlas stad. |               |                        |               |                                 |                       |
| 22 | 2             | "The Intruder"         | Peter DeLuise | Joseph Mallozzi & Paul Mullie   | 22 juli 2005          |
| Stjärnportskommandots senaste tillskott, rymdskeppet Daedalus, är på väg tillbaka till Atlantis efter att varit hemma på Jorden. När de kommit en bra bit på väg upptäcker de att skeppets datorer infekterats av ett datorvirus, som planterats där av Wraith. |               |                        |               |                                 |                       |
| 23 | 3             | "Runner"               | Martin Wood   | Robert C. Cooper                | 29 juli 2005          |
| Sheppard och hans team försöker hitta Löjtnant Ford, endast för att själva bli tillfångatagna av en ung man som jagas av Wraith. |               |                        |               |                                 |                       |
| 24 | 4             | "Duet"                 | Peter DeLuise | Martin Gero                     | 5 augusti 2005        |
| Ett möte med Wraithteknologi lämnar medvetandet av en brådmogen Atlantis säkerhetsofficer i Dr. McKays sinne. |               |                        |               |                                 |                       |
| 25 | 5             | "Condemned"            | Peter DeLuise | Sean Carley & Carl Binder       | 12 augusti 2005       |
| Atlantis-teamet finner en kultur som lever i relativ säkerhet från Wraith, på grund av att de överlämnar sina kriminella element till Wraith. Och när de ska flyga hem störtar de i planetens instabila straffkoloni.                                           |               |                        |               |                                 |                       |
| 26 | 6             | "Trinity"              | Martin Wood   | Damian Kindler                  | 19 augusti 2005       |
| Ronon Dex upptäcker att ett litet antal av hans folk överlevt Wraiths attack, inkluderat hans tidigare militära ledare, som han har ouppklarade affärer med. |               |                        |               |                                 |                       |
| 27 | 7             | "Instinct"             | Andy Mikita   | Treena Hancock, Melissa R. Byer | 26 augusti 2005       |
| Teamet upptäcker en ung kvinnlig Wraith som vuxit upp hos en människa, hon gömmer sig för det folket i hennes by rädd för sitt liv. |               |                        |               |                                 |                       |
| 28 | 8             | "Conversion"           | Brad Turner   | Robert C. Cooper & Martin Gero  | 9 september 2005      |
| Överste Sheppard börjar att gå igenom en oroande fysisk förvandling. |               |                        |               |                                 |                       |
| 29 | 9             | "Aurora"               | Martin Wood   | Brad Wright & Carl Binder       | 23 september 2005     |
| Överste Sheppard och hans team finner ett av De Gamlas skepp, med de Gamla som fortfarande är vid liv ombord. |               |                        |               |                                 |                       |
| 30 | 10            | "The Lost Boys"        | Brad Turner   | Martin Gero                     | 23 september 2005     |
| Teamet hittar den saknade löjtnant Ford, som leder en grupp unga män som förändrats av samma Wraith-enzym som Ford. Nu vill de ha teamets hjälp, i ett självmordsuppdrag mot ett av Wraiths moderskepp.                                                         |               |                        |               |                                 |                       |
| 31 | 11            | "The Hive"             | Martin Wood   | Carl Binder                     | 6 januari 2006        |
| Överste Sheppard har fängslats av Wraith, som följd av Fords självmordsattack mot detta Svärmskepp. |               |                        |               |                                 |                       |
| 32 | 12            | "Epiphany"             | Neil Fearnley | Joe Flanigan & Brad Wright      | 13 januari 2006       |
| Sheppard hamnar inuti ett kraftfält där tiden passerar mycket snabbare än vanligt, och utan någon möjlighet att kontakta sitt team eller återvända till Atlantis.                                                                                               |               |                        |               |                                 |                       |
| 33 | 13            | "Critical Mass"        | Andy Mikita   | Carl Binder                     | 20 januari 2006       |
| När en spårningssändare sätter igång och underrättar Wraith om Atlantis närvaro vänds misstankarna mot en av nykomlingarna från Jorden. |               |                        |               |                                 |                       |
| 34 | 14            | "Grace Under Pressure" | Martin Wood   | Martin Gero                     | 27 januari 2006       |
| När Dr. McKay blir fast under vatten i en sjunkande Pölhoppare blir han tvungen att lita på Samantha Carters skicklighet för sin överlevnad. |               |                        |               |                                 |                       |
| 35 | 15            | "The Tower"            | Andy Mikita   | Paul Mullie                     | 3 februari 2006       |
| Teamet finner en värld som behärskar De gamlas försvarsteknologi, och Överste Sheppard hamnar själv i knipa när han blir använd som en spelbricka i en maktkamp mellan arvtagarna till tronen.                                                                  |               |                        |               |                                 |                       |
| 36 | 16            | "The Long Goodbye"     | Andy Mikita   | Damian Kindler                  | 10 februari 2006      |
| Två kapslar innehållande främmande människors sinnen hittas i omloppsbana ovanför en planet teamet utforskar, när teamet tar dessa tillbaka till Atlantis tar de kontrollen över Weir och Sheppards kroppar för att fortsätta sitt personliga krig.             |               |                        |               |                                 |                       |
| 37 | 17            | "Coup D'etat"          | Martin Wood   | Martin Gero                     | 17 februari 2006      |
| När ett team från Atlantis verkar ha försvunnit upptäcker expeditionen att de befinner sig i en kupp på Genii. |               |                        |               |                                 |                       |
| 38 | 18            | "Michael"              | Martin Wood   | Carl Binder                     | 24 februari 2006      |
| En ung löjtnant som lider av minnesförlust gör en chockerande upptäckt angående sig själv: Han är en Wraith som förändrats till en människa med hjälp av en drog skapad av Dr. Beckett.                                                                         |               |                        |               |                                 |                       |
| 39 | 19            | "Inferno"              | Peter DeLuise | Carl Binder                     | 3 mars 2006           |
| Atlantis-expeditionen räddar en hel koloni som är på väg att förintas av en supervulkan. |               |                        |               |                                 |                       |
| 40 | 20            | "Allies (Part 1)"      | Andy Mikita   | Martin Gero                     | 10 mars 2006          |
| Atlantis-expeditionen går samman med en grupp Wraith ledda av Michael, den Wraith som de försökte göra till människa. Han ber om deras hjälp med att ta hand om deras gemensamma fiende.                                                                        |               |                        |               |                                 |                       |

### Säsong 3 (2006–07)
| Nr i serien | Nr i säsongen | Titel                   | Regissör         | Författare                                   | Första sändningsdatum          |
| --- | ------------- | ----------------------- | ---------------- | -------------------------------------------- | ------------------------------ |
| 41 | 1             | "No Man's Land"         | Martin Wood      | Martin Gero                                  | 14 juli 2006                   |
| Atlantisteamet försöker desperat stoppa två Wraith-svärmskepp från att ta sig till Jorden. Sheppard blir tvungen att lita på en gammal fiende, för att kunna rädda McKay och Ronon som är fångar ombord på ett av skeppen. |               |                         |                  |                                              |                                |
| 42 | 2             | "Misbegotten"           | Martin Wood      | Joseph Mallozzi & Paul Mullie                | 21 juli 2006                   |
| Teamet från Atlantis måste besluta om ödet för en Wraithkoloni, som de förvandlat till människor. Dr. Weir måste försvara sitt ledarskap när hon blir utvärderad av ITR (Internationella Tillsynsrådet). |               |                         |                  |                                              |                                |
| 43 | 3             | "Irresistible"          | Martin Wood      | Carl Binder                                  | 28 juli 2006                   |
| Sheppards team träffar en motbjudande man som dyrkas av alla tack vare en hemlighet som han har, och som har en oväntad effekt på dem. |               |                         |                  |                                              |                                |
| 44 | 4             | "Sateda"                | Robert C. Cooper | Robert C. Cooper                             | 5 augusti 2006                 |
| Ronon Dex tas till fånga av Wraith och skickas tillbaka till sin hemvärld, där han plågas av sitt förflutna när han åter blir tvingad att bli deras byte. |               |                         |                  |                                              |                                |
| 45 | 5             | "Progeny"               | Andy Mikita      | Carl Binder                                  | 11 augusti 2006                |
| Weir och teamet upptäcker en planet med folk som verkar vara de Gamla, men börjar sedan misstänka att de döljer något. |               |                         |                  |                                              |                                |
| 46 | 6             | "The Real World"        | Paul Ziller      | Carl Binder                                  | 18 augusti 2006                |
| Elizabeth Weir vaknar upp på ett mentalsjukhus, där man talar om för henne att expeditionen till Atlantis och Stjärnporten endast är hennes fantasifoster. |               |                         |                  |                                              |                                |
| 47 | 7             | "Common Ground"         | William Waring   | Ken Cuperus                                  | 25 augusti 2006                |
| Överste Sheppard hamnar som fånge hos en Genii-kommendör, tillsammans med en Wraith som tillåts livnära sig på honom. |               |                         |                  |                                              |                                |
| 48 | 8             | "McKay and Mrs. Miller" | Martin Wood      | Martin Gero                                  | 8 september 2006               |
| Dr. Rodney McKay träffar sin syster och hennes familj igen på jorden, systern har övergett en briljant karriär som forskare för sin familjs skull. |               |                         |                  |                                              |                                |
| 49 | 9             | "Phantoms"              | Martin Wood      | Martin Wood                                  | 15 september 2006              |
| Sheppards team åker för att hjälpa ett annat team som har stött på problem offworld, men när de försöker ta sig tillbaka till Atlantis har någon saboterat Stjärnporten så de kan inte återvända. |               |                         |                  |                                              |                                |
| 5051 | 1011          | "The Return"            | Brad Turner      | Martin Gero                                  | 22 september 200613 april 2007 |
| Atlantisexpeditionen chockas när de hör talas om ett skepp fullt med De Gamla, som är på väg tillbaka för att återta sin förlorade stad. Atlantis-teamet går emot sina order för att försöka rädda Atlantis från Replikatorernas kontroll, och rädda General O'Neill och Richard Woolsey som är fast i den ockuperade staden. |               |                         |                  |                                              |                                |
| 52 | 12            | "Echoes"                | Will Waring      | Carl Binder & Brad Wright                    | 20 april 2007                  |
| Teyla börjar se vad hon tror är spöken och Rodney ser valen som räddade hans liv en gång i vattnet utanför Atlantis. |               |                         |                  |                                              |                                |
| 53 | 13            | "Irresponsible"         | Martin Wood      | Joseph Mallozzi & Paul Mullie                | 27 april 2007                  |
| Teamet upptäcker Lucius Luvin som manipulerar folket på ännu en olycklig planet, genom att använda sig av teknologi från De Gamla för att ge sig ut för att vara en oövervinnlig hjälte. |               |                         |                  |                                              |                                |
| 54 | 14            | "Tao of Rodney"         | Martin Wood      | Damian Kindler                               | 5 maj 2007                     |
| En av De Gamlas apparater ger Rodney supermänskliga krafter, men hans förstärkta briljans störs endast av hans överhängande död, om han inte lär sig hur man går över till de Gamlas nivå. |               |                         |                  |                                              |                                |
| 55 | 15            | "The Game"              | Will Waring      | Don Whitehead, Holly Henderson & Carl Binder | 11 maj 2007                    |
| Sheppard och McKay upptäcker att deras tävlingsbetonade datorspel kontrollerar en planet med riktiga människor, som nu är nära ett inbördeskrig. |               |                         |                  |                                              |                                |
| 56 | 16            | "The Ark"               | William Waring   | Scott Nimerfro & Ken Cuperus                 | 19 maj 2007                    |
| Teamet upptäcker det sista av en civilisation i skendöd, vars överlevnad är i fara när deras station skadas allvarligt. |               |                         |                  |                                              |                                |
| 57 | 17            | "Sunday"                | Will Waring      | Martin Gero                                  | 1 juni 2007                    |
| En vanlig söndagseftermiddag i Atlantis blir allt annat än vanlig efter att en bomb exploderar och dödar tre personer. |               |                         |                  |                                              |                                |
| 58 | 18            | "Submersion"            | Brenton Spencer  | Ken Cuperus                                  | 8 juni 2007                    |
| Atlantisexpeditionen finner en 10 000-årig borrplattform på havets botten. De använder plattformen till få fram energi till Atlantis. |               |                         |                  |                                              |                                |
| 59 | 19            | "Vengeance"             | Andy Mikita      | Carl Binder                                  | 15 juni 2007                   |
| Atlantisexpeditionen har förlorat kontakten med sina allierade Taranianerna från deras nya värld. |               |                         |                  |                                              |                                |
| 60 | 20            | "First Strike"          | Martin Wood      | Martin Gero                                  | 23 juni 2007                   |
| Jorden startar ett anfall mot den Asuranska hemvärlden, när man upptäckt att Replikatorerna håller på att bygga en stor rymdskeppsflotta. |               |                         |                  |                                              |                                |

### Säsong 4 (2007–08)
| Nr i serien | Nr i säsongen | Titel                       | Regissör         | Författare                                 | Första sändningsdatum            |
| --- | ------------- | --------------------------- | ---------------- | ------------------------------------------ | -------------------------------- |
| 61 | 1             | "Adrift"                    | Martin Wood      | Martin Gero                                | 29 september 2007                |
| Atlantis är fritt drivande djupt ute i rymden, och stadens skyddssköld är på väg att sluta fungera. Det gör att Dr. McKay och resten av teamet måste göra allt de kan för att hålla Atlantis vid liv. En allvarlig skada hotar Dr. Weirs liv.           |               |                             |                  |                                            |                                  |
| 62 | 2             | "Lifeline"                  | Martin Wood      | Carl Binder                                | 5 oktober 2007                   |
| Överste Sheppard och hans team ger sig ut på ett riskabelt uppdrag, för att stjäla en NollPunktsModul från Replikatorerna. Samtidigt flyger Samantha Carter och Apollo mot tiden för att hitta den saknade staden Atlantis.                             |               |                             |                  |                                            |                                  |
| 63 | 3             | "Reunion"                   | Will Waring      | Joseph Mallozzi & Paul Mullie              | 12 oktober 2007                  |
| En grupp från Ronons folk anlitar teamets hjälp med att anfalla en av Wraiths vapenanläggningar, där de hamnar mitt i en växande konflikt, med en fiende de inte väntat sig möta.                                                                       |               |                             |                  |                                            |                                  |
| 64 | 4             | "Doppelganger"              | Robert C. Cooper | Robert C. Cooper                           | 20 oktober 2007                  |
| Under ett uppdrag på en annan planet blir Överste Sheppard värd för en främmande varelse utan att veta om det. Varelsen infekterar senare andra på Atlantis och hemsöker dem med fruktansvärda mardrömmar.                                              |               |                             |                  |                                            |                                  |
| 65 | 5             | "Travelers"                 | Will Waring      | Joseph Mallozzi & Paul Mullie              | 26 oktober 2007                  |
| Överste Sheppard tas till fånga av invånarna på ett Traveler-skepp, som är intresserade av hans förmåga att använda De Gamlas teknik för sina egna planers skull.                                                                                       |               |                             |                  |                                            |                                  |
| 66 | 6             | "Tabula Rasa"               | Martin Wood      | Alan McCullough                            | 2 november 2007                  |
| När ett virus orsakar minnesförlust hos alla utom Teyla och Ronon, blir Atlantisteamet tvungna att arbeta tillsammans för att hitta ett botemedel, innan deras minnen helt raderas.                                                                     |               |                             |                  |                                            |                                  |
| 67 | 7             | "Missing"                   | Andy Mikita      | Carl Binder                                | 10 november 2007                 |
| Under ett besök till Nya Athos blir Teyla och Dr. Keller tvungna att fly från en primitiv krigarstam. |               |                             |                  |                                            |                                  |
| 68 | 8             | "The Seer"                  | Andy Mikita      | Alan McCullough                            | 17 november 2007                 |
| Under sitt sökande efter Athosianerna möter teamet en man med extraordinära profetiska förmågor, som ger dem en mörk förutsägelse angående Atlantis framtid.                                                                                            |               |                             |                  |                                            |                                  |
| 69 | 9             | "Miller's Crossing"         | Andy Mikita      | Martin Gero                                | 1 december 2007                  |
| Efter att McKay och hans syster Jeannie Miller kidnappas på Jorden, blir Sheppard och Ronon tvungna att jobba med NID för att hitta dem. |               |                             |                  |                                            |                                  |
| 70 | 10            | "This Mortal Coil"          | Will Waring      | Brad Wright, Joseph Mallozzi & Paul Mullie | 7 december 2007                  |
| En mystiskt farkost kraschar på Atlantis, vilket indikerar att Replikatorerna kan ha hittat staden. Men när Elizabeth Weir dyker upp, inser teamet att sonden endast är en del av en större gåta.                                                       |               |                             |                  |                                            |                                  |
| 71 | 11            | "Be All My Sins Remember'd" | Andy Mikita      | Martin Gero                                | 4 januari 2008                   |
| Atlantisteamet blir övertalade att gå ihop med Wraith i striden mot en gemensam fiende. |               |                             |                  |                                            |                                  |
| 72 | 12            | "Spoils of War"             | Will Waring      | Alan McCullough                            | 11 januari 2008                  |
| Efter ett omfattande angrepp mot Replikatorerna hittar Atlantisteamet ett skadat svärmskepp drivande i rymden. |               |                             |                  |                                            |                                  |
| 73 | 13            | "Quarantine"                | Andy Mikita      | Carl Binder                                | 19 januari 2008                  |
| När Atlantis försätts i karantän ännu en gång, blir Rodney fast nere i ett botaniskt labb tillsammans med sin flickvän Katie Brown. |               |                             |                  |                                            |                                  |
| 74 | 14            | "Harmony"                   | William Waring   | Martin Gero                                | 26 januari 2008                  |
| Överste Sheppard och Dr. McKay måste beskydda en barnprinsessa under en pilgrimsfärd, innan hon blir drottning. Och de upptäcker snart att hon har farliga fiender som hotar hennes liv.                                                                |               |                             |                  |                                            |                                  |
| 75 | 15            | "Outcast"                   | Andy Mikita      | Joe Flanigan & Carl Binder                 | 1 februari 2008                  |
| Efter att Sheppards pappa har dött får Sheppard och Ronon reda på att forskare byggt en Replikator i mänsklig form, den är nu lös på Jorden. |               |                             |                  |                                            |                                  |
| 76 | 16            | "Trio"                      | Martin Wood      | Martin Gero                                | 8 februari 2008                  |
| McKay, Carter och Keller blir fast i en underjordisk kammare, när de är ute på ett uppdrag på en annan värld. De verkar inte ha några flyktvägar. |               |                             |                  |                                            |                                  |
| 77 | 17            | "Midway"                    | Andy Mikita      | Carl Binder                                | 15 februari 2008                 |
| Teal'c kommer på besök till Atlantis för att råda Ronon, som är under utredning av IOA. |               |                             |                  |                                            |                                  |
| 7879 | 1819          | "The Kindred"               | Peter F. Woeste  | Joseph Mallozzi & Paul Mullie              | 22 februari 200829 februari 2008 |
| När en ny mystisk sjukdom sveper genom Pegasusgalaxen, övertygas Teyla av en syn, att hennes ofödda barns pappa försöker kommunicera med henne. Atlantisexpeditionen upptäcker senare en som de trodde var död.                                         |               |                             |                  |                                            |                                  |
| 80 | 20            | "The Last Man"              | Martin Wood      | Joseph Mallozzi & Paul Mullie              | 7 mars 2008                      |
| Sheppard kommer tillbaka hem till Atlantis efter ett uppdrag och upptäcker att staden övergivits, och alla system är döda. I stället för havet kan han endast se sanddyner i alla riktningar. Han upptäckter att han har rest 48 000 år in i framtiden. |               |                             |                  |                                            |                                  |

### Säsong 5 (2008–09)
| Nr i serien | Nr i säsongen | Titel                     | Regissör         | Författare                                                             | Första sändningsdatum |
| --- | ------------- | ------------------------- | ---------------- | ---------------------------------------------------------------------- | --------------------- |
| 81 | 1             | "Search and Rescue"       | Andy Mikita      | Martin Gero                                                            | 11 juli 2008          |
| Efter en konflikt med Michael blir ett flertal av Atlantis personal fast under rasmassor. Överste Carter leder ett räddningsuppdrag, men hon känner inte till att Michael fortfarande finns i närheten. |               |                           |                  |                                                                        |                       |
| 82 | 2             | "The Seed"                | William Waring   | Joseph Mallozzi & Paul Mullie                                          | 18 juli 2008          |
| En främmande organism gör Dr. Keller arbetsoförmögen. Teamet på Atlantis väcker en gammal vän från stasis för att få dennes hjälp. |               |                           |                  |                                                                        |                       |
| 83 | 3             | "Broken Ties"             | Ken Girotti      | Joseph Mallozzi & Paul Mullie                                          | 25 juli 2008          |
| Ronon ställs åter ansikte mot ansikte med Tyre, en av hans folk som blev Wraithdyrkare - men som nu påstår att han har gjort sig fri från deras påverkan. |               |                           |                  |                                                                        |                       |
| 84 | 4             | "The Daedalus Variations" | Andy Mikita      | Alan McCullough                                                        | 1 augusti 2008        |
| Atlantisteamet utreder vad som skett när Jordens rymdskepp Daedalus dyker upp övergivet i omloppsbana runt planeten. |               |                           |                  |                                                                        |                       |
| 85 | 5             | "Ghost in the Machine"    | Ken Girotti      | Carl Binder                                                            | 15 augusti 2008       |
| Atlantis blir värd för en grupp okroppsliga Replikatorers sinnen, ledda av Elizabeth Weir. |               |                           |                  |                                                                        |                       |
| 86 | 6             | "The Shrine"              | Andy Mikita      | Brad Wright                                                            | 22 augusti 2008       |
| Dr. Rodney McKay drabbas av en parasit som tar ifrån honom all hans kunskap och minnen, vilket gör att han går tillbaka till ett barnliknande tillstånd. |               |                           |                  |                                                                        |                       |
| 87 | 7             | "Whispers"                | William Waring   | Joseph Mallozzi & Paul Mullie                                          | 5 september 2008      |
| Överste Sheppard och Dr Beckett följer med ett team för att undersöka ett gömt Wraithlaboratorium som tillhörde Michael. |               |                           |                  |                                                                        |                       |
| 88 | 8             | "The Queen"               | Brenton Spencer  | Synopsis av : Alex Levine & Alan McCullough Manus av : Alan McCullough | 12 september 2008     |
| Överste Sheppards team följer med Wraithen Todd på ett uppdrag för att förhandla fram en allians med en annan svärm. |               |                           |                  |                                                                        |                       |
| 89 | 9             | "Tracker"                 | William Waring   | Synopsis av : David Schmidt & Carl Binder Manus av : Carl Binder       | 19 september 2008     |
| Dr Keller hjälper en by som är drabbad av en sjukdom som liknar influensa. Men Ronon och McKay blir tvungna att rädda Dr. Keller som blir kidnappad. |               |                           |                  |                                                                        |                       |
| 90 | 10            | "First Contact"           | Andy Mikita      | Martin Gero                                                            | 26 september 2008     |
| Dr. Daniel Jackson besöker Atlantis för att hitta Janus hemliga labb. Olyckligtvis kommer en grupp okända utomjordingar till Atlantis och kidnappar Jackson och McKay. |               |                           |                  |                                                                        |                       |
| 91 | 11            | "The Lost Tribe"          | Andy Mikita      | Martin Gero                                                            | 10 oktober 2008       |
| Överste Sheppard måste skynda sig för att rädda Dr. McKay och Dr. Daniel Jackson från Janus hemliga laboratorium. |               |                           |                  |                                                                        |                       |
| 92 | 12            | "Outsiders"               | William Waring   | Alan McCullough                                                        | 17 oktober 2008       |
| När Wraith hotar en grupp flyktingar som blivit omlokaliserade av Atlantis, blir teamet tvungna att övertala planetens ursprungsbefolkning att inte överlämna nykomlingarna till fienden. |               |                           |                  |                                                                        |                       |
| 93 | 13            | "Inquisition"             | Brenton Spencer  | Alex Levine                                                            | 24 oktober 2008       |
| En ny koalition mellan flera olika planeter lägger fram anklagelser i en rättegång mot Atlantisteamet för deras påstådda brott mot Pegasusgalaxen, genom att väcka Wraith för tidigt och påstås vara skyldiga till över 2 miljoner människor död i Pegasus.                                                                           |               |                           |                  |                                                                        |                       |
| 94 | 14            | "The Prodigal"            | Andy Mikita      | Carl Binder                                                            | 7 november 2008       |
| Teamet slåss för att återta kontrollen över Atlantis när kontrollrummet infiltrerats av Michael och hans hybrider. |               |                           |                  |                                                                        |                       |
| 95 | 15            | "Remnants"                | William Waring   | Joseph Mallozzi & Paul Mullie                                          | 14 november 2008      |
| Sheppard tas till fånga av en fiende han trodde var död, samtidigt som andra från Atlantis upptäcker existensen av en gammal främmande ras, (Sakari) på sin nya hemplanet. |               |                           |                  |                                                                        |                       |
| 96 | 16            | "Brain Storm"             | Martin Gero      | Martin Gero                                                            | 21 november 2008      |
| Rodney återvänder motvilligt till Jorden för att bevittna sin rivals segerjubel, men blir istället tvungen att hjälpa till med att stänga ner en dödlig väderapparat när denna nya teknologi går fruktansvärt fel. |               |                           |                  |                                                                        |                       |
| 97 | 17            | "Infection"               | Andy Mikita      | Alan McCullough                                                        | 5 december 2008       |
| Ett av Wraiths svärmskepp lägger sig i omloppsbana ovanför Atlantis och skickar ut en nödsignal. Överste Sheppard och ett team flyger dit för att göra en undersökning, väl där upptäcker de att Wraith har infekterats av en främmande sjukdom.                                                                                      |               |                           |                  |                                                                        |                       |
| 98 | 18            | "Identity"                | William Waring   | Carl Binder                                                            | 12 december 2008      |
| En tjuv använder av misstag en av De Gamlas kommunikationsapparater, och hennes medvetande förflyttas till Atlantis och in i Dr. Keller, vars medvetande överförs till tjuvens kropp. Under tiden som hon försöker ta sig från Atlantis måste Dr. Keller ha att göra med hennes medbrottslingar och förbannade bybor som jagar henne. |               |                           |                  |                                                                        |                       |
| 99 | 19            | "Vegas"                   | Robert C. Cooper | Robert C. Cooper                                                       | 2 januari 2009        |
| Kriminalinspektör John Sheppard i Las Vegas, måste lösa ett fall med ovanliga mord. |               |                           |                  |                                                                        |                       |
| 100 | 20            | "Enemy at the Gate"       | Andy Mikita      | Joseph Mallozzi & Paul Mullie                                          | 9 januari 2009        |
| Atlantis-expeditionen får reda på att en utbrytare bland Wraith har fått tag på ett flertal ZPM:s, som han använder för att ge kraft till ett nytt Wraith Hiveskepp. Och han är nu på väg mot Jorden. |               |                           |                  |                                                                        |                       |